# Cetenov
Cetenov är en ort i Tjeckien. Den ligger i den norra delen av landet, 70 km nordost om huvudstaden Prag. Cetenov ligger 384 meter över havet och antalet invånare är 119.
Terrängen runt Cetenov är platt åt sydväst, men åt nordost är den kuperad.Runt Cetenov är det ganska glesbefolkat, med 39 invånare per kvadratkilometer. Närmaste större samhälle är Liberec, 16,8 km nordost om Cetenov. I omgivningarna runt Cetenov växer i huvudsak blandskog.